# Pierre Dolbec
Pierre Dolbec  est un homme d'affaires et homme politique québécois, président et chef de la direction de Dolbec International inc. et est actuellement maire de Sainte-Catherine-de-la-Jacques-Cartier depuis 2012.

## Biographie
Pierre Dolbec est président et chef de la direction de Dolbec International inc., une entreprise qui existe depuis 1960 et qui se spécialise en transport et en courtage en transport.
Il s'implique activement dans diverses organisations autant reliées au monde des affaires que philanthropiques. En particulier, il a été président des organismes suivants:
- La Jeune chambre de commerce de Québec
- La Chambre de commerce de Québec (président en 2005-2006)[3]
- La Corporation des parcs industriels de Québec

Il s'est également engagé dans la Fondation du Cégep Garneau, la Fondation communautaire du Grand Québec et plusieurs campagnes de financement pour les clubs Lions, les clubs Rotary, la Fondation Mira, etc.  Il donne également des cours et des conférences, par exemple au collège Bart, au Cégep Garneau et à l'université Laval.

## Politique municipale
Pierre Dolbec a été candidat à l'élection partielle de 2007 à la mairie de Québec à titre d'indépendant. Lors du scrutin du 2 décembre 2007, remporté par Régis Labeaume, il obtient 0,8 % des voix et arrive en cinquième position.
Il a été élu maire de Sainte-Catherine-de-la-Jacques-Cartier, ville où il habite depuis 2009, en décembre 2012, et réélu sans opposition en novembre 2013